# Driebruggen
Driebruggen (52° 03′ N, 4° 48′ L) é uma cidade dos Países Baixos, na província de Holanda do Sul. Driebruggen pertence ao município de Reeuwijk, e está situada a 6 km, a leste de Gouda.
Em 2001, a cidade de Driebruggen tinha 1313 habitantes. A área urbana da cidade é de 0.23 km², e tem 455 residências.
A área de Driebruggen, que também inclui as partes periféricas da cidade, bem como a zona rural circundante, tem uma população estimada em 1410 habitantes.